# B Nazionale 1973-1974
La B Nazionale 1973-1974 è stata la 14ª edizione della seconda divisione greca di pallacanestro maschile.

## Classifica finale

### Gruppo Sud
| #  | Teams                        | P  | V  | P  | Pt | Qualificate             |
| -- | ---------------------------- | -- | -- | -- | -- | ----------------------- |
| 1  | Paniōnios                    | 18 | 15 | 3  | 33 | Spareggio promozione    |
| 2  | Iōnikos Nikaias              | 18 | 15 | 3  | 33 | Spareggio promozione    |
| 3  | Apollon Patrasso             | 18 | 14 | 4  | 32 |                         |
| 4  | Amyntas                      | 18 | 11 | 7  | 29 |                         |
| 5  | Ionikos Neas Filadelfeias BC | 18 | 11 | 7  | 28 |                         |
| 6  | Near East                    | 18 | 9  | 9  | 27 |                         |
| 7  | Esperos Kallithea            | 18 | 8  | 10 | 26 | Retrocessa              |
| 8  | O.A.A. Iraklio               | 18 | 3  | 15 | 21 |                         |
| 9  | Kerkyraïkos G.S.             | 18 | 2  | 16 | 20 | Spareggio retrocessione |
| 10 | D.A.N.S. Dōrieo              | 18 | 2  | 16 | 20 | Spareggio retrocessione |

- L'Esperos Kallithea è stato retrocesso come ultima tra le squadre dell'Attica.

### Gruppo Nord
| #  | Teams                    | P  | V  | P  | Pt | Qualificate             |
| -- | ------------------------ | -- | -- | -- | -- | ----------------------- |
| 1  | Dīmokritos Thessalonikīs | 18 | 18 | 0  | 36 | Promozione              |
| 2  | Esperos Vyzantiou        | 18 | 13 | 5  | 31 |                         |
| 3  | G.S. Volo                | 18 | 12 | 6  | 30 |                         |
| 4  | E.A. Larissa             | 18 | 11 | 7  | 29 |                         |
| 5  | Nikī Volo                | 18 | 9  | 9  | 27 |                         |
| 6  | Panserraïkos             | 18 | 7  | 11 | 25 | Spareggio retrocessione |
| 7  | Pierikos                 | 18 | 7  | 11 | 25 | Spareggio retrocessione |
| 8  | Aetos Thessalonikīs      | 18 | 7  | 11 | 25 |                         |
| 9  | Anagennīsī Thessalonikīs | 18 | 6  | 12 | 24 |                         |
| 10 | VAO Salonicco            | 18 | 0  | 18 | 18 | Retrocesso              |

- Lo spareggio tra Panserraïkos e Pierikos si svolge per decretare la retrocessione dell'ultima tra le squadre del gruppo provinciale.

## Spareggi

### Gruppo Sud

#### Spareggio promozione
| Squadra 1 | Risultato | Squadra 2       |
| --------- | --------- | --------------- |
| Paniōnios | 65-60     | Iōnikos Nikaias |

#### Spareggio retrocessione
| Squadra 1        | Risultato | Squadra 2       |
| ---------------- | --------- | --------------- |
| Kerkyraïkos G.S. | 76-61     | D.A.N.S. Dōrieo |

### Gruppo Nord

#### Spareggio retrocessione
| Squadra 1    | Risultato | Squadra 2 |
| ------------ | --------- | --------- |
| Panserraïkos | ?-?       | Pierikos  |